# Ornette!
Ornette! es el séptimo álbum de estudio del saxofonista alto y compositor Ornette Coleman, publicado en febrero de 1962 por Atlantic Records. El álbum presenta a Scott LaFaro en lugar de Charlie Haden, quien había dejado el cuarteto pero volvería a trabajar con Coleman en el futuro.
La sesión de grabación tuvo lugar el 31 de enero de 1961 en Atlantic Studios en la ciudad de Nueva York. Tres tomas descartadas de la sesión, «Proof Readers», «Check Up» y «The Alchemy of Scott LaFaro» aparecerían más tarde respectivamente en la caja de 1993 Beauty Is a Rare Thing y en las recopilaciones de la década de 1970 Twins y The Art of the Improvisers.

## Recepción de la crítica
El personal de Billboard comentó: “Esta es una de las mejores citas de Ornette hasta ahora grabadas en cera. Toca con el mismo estilo inusual [...] que lo ha convertido en una figura controvertida en el mundo del jazz y, sin embargo, parece moverse más aquí que en otras grabaciones”. En All About Jazz, Chris M. Slawecki declaró: “Ornette! combina de manera única la tradición musical y la revolución. La mayoría de los arreglos suenan casi convencionales ahora, con declaraciones melódicas que entran y salen de cada pieza”.

## Lista de canciones
Todas las canciones escritas y compuestas por Ornette Coleman.
Lado uno
1. «W.R.U.» – 16:25
2. «T. & T.» – 4:35

Lado dos
1. «C. & D.» – 13:10
2. «R.P.D.D.» – 9:37

## Créditos y personal
Créditos adaptados desde las notas de álbum.
Músicos
- Ornette Coleman – saxofón alto
- Don Cherry – trompeta pocket
- Scott LaFaro – contrabajo
- Ed Blackwell – batería

Personal técnico
- Tom Dowd – ingeniero de audio
- Nesuhi Ertegun – supervisor
- Gunther Schuller – notas de álbum
- John Jagel – diseño de portada